# Europe PubMed Central
Europe PubMed Central (Europe PMC) — англоязычная текстовая база данных медицинских и биологических публикаций. Проект запустили в 2007 году как зеркало PubMed Central. Изначально Europe PubMed Central включал данные NIH и PubMed. До 1 ноября 2012 года сайт был известен как UK PubMed. В данный момент сайт является составной частью сети PMC International (PMCI), куда также относится PubMed Central Canada. Ресурс разработан и управляется Европейской лабораторией молекулярной биологии Европейского института биоинформатики (EMBL-EBI), а также Британской библиотекой и Манчестерским университетом. Основатели Europe PMC обязывают авторов, имеющих статьи, созданные при их поддержке, предоставлять в свободный доступ к ним на Europe PMC в течение 6 месяцев после публикации.

## Услуги
Europe PMC обеспечивает доступ к более чем 2,6 миллиона полнотекстовых медицинских и биологических статей, 28 миллионам цитирований из PubMed, 500 000 цитирований из AGRICOLA, 4 миллионам патентов (международных, USPTO и Европейского патентного ведомства), 40 000 грантам, предоставленных спонсорами Europe PubMed.
Europe PMC включает в себя систему подачи статей Europe PMC PLUS, которая позволяет учёным подать свои рецензируемые научные статьи для включения в каталог Europe PMC.
Каждой статье сайтом присваивается уникальный идентификационный номер PMCID (англ. PubMed Central Identifier).